# Kwilu (rivière des Cataractes)
Cet article concerne l’affluent du Congo. Pour l’affluent du Kasaï, voir Kwilu (rivière). Pour l’affluent du Kwango, voir Kwilu (affluent du Kwango). Pour les autres significations, voir Kwilu.
Le Kwilu, Cuilo en portugais, est une rivière du Mayombe, coulant dans l’Angola et la république démocratique du Congo, et un affluent du fleuve Congo. Sa longueur est d’environ 284 km.